# From a Basement on the Hill
Albums de Elliott Smith
Figure 8
(2000) New Moon
(2007)
From a Basement on the Hill est le dernier album de l'auteur-compositeur-interprète Elliott Smith, sorti en 2004, sur le label ANTI-. Il est sorti après sa mort et n'a pas été arrangé dans sa totalité par Elliott Smith. Les morceaux alternent d'ailleurs entre arrangements minimaux, à la manière des premiers albums d'Elliott Smith, et des morceaux au son plus lourd. Malgré cela, il reste très fidèle au son si particulier de l'artiste, et les textes sont parfois d'une grande tristesse et mélancolie, parlant même parfois du suicide. Les quinze morceaux présents sur cet album ont été choisis parmi une trentaine d'ébauches laissées par Smith qui aurait à la base aimé sortir un double album, comme le White Album des Beatles, chose qui n'a pas été faite.

## Liste des morceaux
1. Coast To Coast - 5:33
2. Let's Get Lost - 2:27
3. Pretty (Ugly Before) - 4:45
4. Don't Go Down - 4:34
5. Strung Out Again - 3:12
6. A Fond Farewell - 3:58
7. King's Crossing - 4:57
8. Ostriches & Chirping - 0:33
9. Twilight - 4:29
10. A Passing Feeling - 3:32
11. The Last Hour - 3:27
12. Shooting Star - 6:01
13. Memory Lane - 2:30
14. Little One - 3:14
15. A Distorted Reality Is Now A Necessity To Be Free - 4:32